# 2017~2018년 남서인도양 사이클론
2017~2018년 남서인도양 사이클론 (2017~2018 South-West Indian Ocean cyclone season)은 남서인도양에서 2018년 1월부터 2018년까지 발생할 것으로 예측되는 사이클론들의 활동에 대해 기록한 문서이다.

## 같이 보기
- 2018년 북인도양 사이클론
- 2017~2018년 남태평양 사이클론
- 2017~2018년 오스트레일리아 근해 사이클론